# Alfred Aberdam
Alfred Aberdam est un peintre né à Lemberg (royaume de Galicie et de Lodomérie, Empire austro-hongrois) le 14 mai 1894 et mort à Paris (16e arrondissement) le 3 décembre 1963.

## Biographie
Alfred Aberdam grandit à Lemberg, capitale de la province autrichienne du royaume de Galicie et de Lodomérie, dans une famille aisée d'origine juive. Après son baccalauréat, il organise dans sa ville natale plusieurs conférences sur les maîtres italiens, flamands et sur les premiers peintres juifs, dont Josef Israëls (1824-1911).
Abandonnant la théorie pour la pratique, Aberdam part en 1913 pour Munich étudier la peinture à l'Académie des Beaux-Arts. Ses études sont toutefois interrompues avec le début de la Première Guerre mondiale. Aberdam est mobilisé dans l'armée autrichienne et envoyé au front oriental. Blessé, il est fait prisonnier par les russes et est interné en Sibérie, à Irkoutsk. Il parvient finalement à revenir à Lviv, qui désormais appartient à la Pologne. En 1920 - 1922, Aberdam étudie à l'académie des beaux-arts de Cracovie sous la direction de Théodor Axentowicz.

## Vie à Paris
Après un passage par Berlin, en 1924 il s'établit à Paris, où il forme « le Groupe des Quatre » avec trois amis d'origine galicienne : Sigmund Menkès, Joachim Weingart et Léon Weissberg.
Pendant l'occupation, il se réfugie chez la pianiste Anna Radlinska. Après la guerre, Aberdam devient membre de la société des artistes juifs à Paris présidée par le sculpteur Léon Indenbaum, une association qui s'était fixée pour objectif de créer un musée juif à Paris.
Il meurt à Paris le 3 décembre 1963.

## Sources
- Alfred Aberdam sur le site de Nadine Nieszawer
- Nieszawer & Princ, Histoires des artistes Juifs de l'École de Paris, 1905-1939, (Denoël, 2000 - Somogy, 2015) Les étoiles éditions, 2020, p.47-49.
- École de Paris : Le groupe des Quatre, éd. Gallimard, Paris, 2002[Où ?]